# Agzoe
Agzoe (Russisch: Агзу) is een plaats (selo) in het uiterste noorden van de Russische kraj Primorje. De plaats ligt in het noordelijke deel van de Sichote-Alin aan de rivier de Samarga en vormt bestuurlijk gezien onderdeel van het gemeentelijk district Ternejski en ligt volledig geïsoleerd van de buitenwereld. Van de 169 mensen die er woonden bij de Russische volkstelling van 2002 behoorden ongeveer 140 tot de Oedegeïers. Het is het enige dorp in de kraj waar deze bevolkingsgroep woont.
De betekenis van het Oedegeïesche woord 'Agzoe' is onbekend, maar zou "rustige, kalme plaats" kunnen betekenen. Het dorp ontstond door de collectivisatie van de Oedegeïers na de machtsovername door de bolsjewieken, toen verschillende nomadische Oedegeïsche stammen werden gedwongen om op een plaats samen te gaan wonen in houten huizen. Deze huizen zijn inmiddels allemaal vervangen door nieuwere huizen. Aan het einde van de jaren 20 moesten de Oedegeïers, die van oorsprong jagers, vissers en verzamelaars waren, ineens gaan werken in een kolchoz en landbouw gaan bedrijven. Later werd een gospromchoz gebouwd, waar 50 jagers werk kregen.
Agzoe is een van de meest geïsoleerde plaatsen van de kraj en is alleen bereikbaar via de Samarga of per helikopter (Mil Mi-8), die echter alleen vliegt wanneer er voedselvoorraden worden gedropt. In de Sovjetperiode bestonden er vergevorderde plannen om een 80-kilometer lange weg aan te leggen van Agzoe naar het zuidwestelijker gelegen Peretytsjicha, maar deze werd nooit aangelegd.
In de jaren 90 volgde met de instorting van de Sovjet-Unie ook de instorting van de gospromchoz en de economische neergang van Agzoe. Veel inwoners zijn werkloos en velen zijn aan de drank geraakt.
In het dorp bevinden zich een feldsjerpost en een aantal handelaren. Ook bevindt zich er het muzikale Oedegeïsche ensemble Koenkaj (opgericht in 1980).